# Brzozowice-Kamień (gmina)
Brzozowice-Kamień – dawna gmina wiejska istniejąca w latach 1945–1954 w woj. śląskim, katowickim i stalinogrodzkim (dzisiejsze woj. śląskie). Siedzibą władz gminy była miejscowość Brzozowice-Kamień (1954–1962 osiedle, 1962–1972 samodzielne miasto, 1973–1975 dzielnica Brzezin Śląskich włączona wraz z nimi w 1975 do Piekar Śląskich).
Gmina zbiorowa Brzozowice-Kamień powstała w grudniu 1945 w powiecie tarnogórskim w woj. śląskim (śląsko-dąbrowskim). Według stanu z 1 stycznia 1946 gmina składała się z samej siedziby i nie była podzielona na gromady. 6 lipca 1950 zmieniono nazwę woj. śląskiego na katowickie, a 9 marca 1953 kolejno na stalinogrodzkie.
Według stanu z 1 lipca 1952 gmina w dalszym ciągu nie była podzielona na gromady. Gmina została zniesiona 29 września 1954 wraz z reformą wprowadzającą gromady w miejsce gmin.
Jednostki nie przywrócono 1 stycznia 1973 wraz z kolejną reformą reaktywującą gminy.